# الكيرايت
الكيرايت هي واحدة من خمسة اتحادات قبلية مغولية أو تركية مهيمنة في منطقة ألتاي سايان خلال القرن الثاني عشر. لقد تحولوا إلى كنيسة الشرق النسطورية في أوائل القرن الحادي عشر وهم أحد المصادر المحتملة لأسطورة القس يوحنا الأوروبية .
كانت أراضيهم الأصلية شاسعة حددها المؤرخ الروسي فاسيلي بارتولد على طول نهري أونون وخيرلن العلويين وعلى طول نهر تول. هزمهم جنكيز خان في عام 1203 وأصبحوا مؤثرين في صعود الإمبراطورية المغولية، وتم استيعابهم تدريجيًا في الخانات التركية المغولية التالية خلال القرن الثالث عشر.
دخل الكيرايت في التاريخ لأول مرة على أنهم الفصيل الحاكم لاتحاد زوبو، وهو تحالف كبير من القبائل التي سيطرت على منغوليا خلال القرنين الحادي عشر والثاني عشر وغالبًا ما قاتلو مع مملكة لياو في شمال الصين، والتي كانت تسيطر على جزء كبير من منغوليا في ذلك الوقت.
يختلف معرفة أصول الكيرايت على أنهم من أصل تركي أو مغولي . فتشير أسماء وألقاب قادة الأوائل إلى أنهم كانوا متحدثين للغة تركية، لكن التحالفات ودمج العشائر الفرعية ربما أدى إلى اندماج التركي المغولي منذ وقت مبكر. و يشكل الكيرايت تألف من ثماني قبائل مغولية .
جاء ذكرهم في كتاب جامع التواريخ للمؤرخ رشيد الدين فضل الله الهمذاني (1247-1318) باسم الخريد حيث قال:
في ذلك الوقت كان لديهم قوة أكبر من القبائل الأخرى. وصلتهم دعوة عيسى عليه السلام ودخلوا في إيمانه. إنهم ينتمون إلى العرق المغولي. يقيمون على طول نهري أونون و خيرلن بأرض المغول. تلك الأرض قريبة من بلد خيتاي.
بعد تفكك اتحاد زوبو احتفظ الكيرايت بهيمنتهم على السهول المغولية حتى تم استيعابهم في الإمبراطورية المغولية.